# Сегалович, Валентин Ильич
Валентин Ильич Сегалович (1936—2019) — советский, российский и казахстанский геофизик, лауреат Государственной премии СССР.

## Биография
Родился 5 марта 1936 года в Крыму. Окончил Днепропетровский горный институт (1958), до 1968 года работал в Мугодигарской геофизической экспедиции.
С 1968 года старший научный сотрудник Казахского филиала ВНИИ разведочной геофизики.
Впоследствии зав. лабораторией в научно-исследовательском институте НПЦ «Недра» (Ярославль) Министерства геологии СССР.
С 2007 года на пенсии.
Умер 2 апреля 2019 года в Москве. Похоронен на Троекуровском кладбище.
Отец сооснователя компании «Яндекс» Ильи Сегаловича.

## Награды и звания
- Кандидат геолого-минералогических наук (1978).
- Государственная премия СССР (1970) — за открытие и разведку в Южно-Кемпирсайском горнорудном районе новых крупных месторождений хромитов и создание уникальной сырьевой базы хромитовых руд (месторождения «Восход» и «40 лет Казахской ССР»).